# Maison Locré
La Maison Locré est une maison d'artisanat d'excellence fondée par Jean-Baptiste Locré à Paris en 1771. Elle est réputée sous les règnes de Louis XV, Louis XVI, le Consulat, l'Empire pour ses pièces de porcelaine et ses coffrets gainés en cuir.
Cette fabrique de la rue de la Fontaine-au-Roy est aussi connue sous le nom de « fabrique de la Courtille » ou de la Basse-Courtille, et « fabrique de la rue de la Fontaine-Nationale » pour la période révolutionnaire.

## Fondation en 1771
Jean-Baptiste Locré a habité l'Allemagne et vient de Leipzig. Il a épousé Cristana Caritas Hoffmann, avec qui il a un fils, Guillaume Locré de Roissy, né à Leipzig en 1758.
Il fonde la fabrique Locré à Paris, au 34 rue de la Fontaine-au-Roi au coin de la rue Saint-Maur dans le faubourg du Temple (quartier de la Basse-Courtille), en 1771, — d'autres donnent la date de juillet 1773 mais cette date est celle du dépôt de la marque le 14 juillet 1773.
Il peut lancer sa maison grâce aux savoir-faire artisanaux acquis au cours d'un voyage d'apprentissage en Saxe.[réf. nécessaire]
Locré ouvre également une boutique dans Le Marais, rue Michel-le-Comte,,.

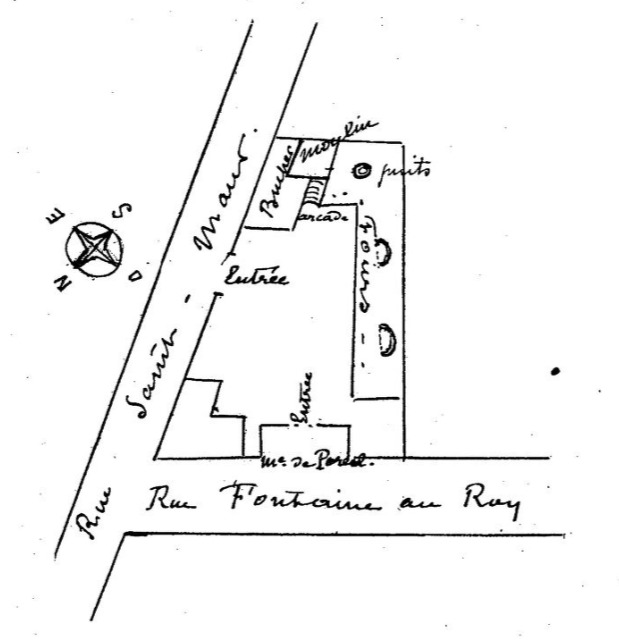
Plan de situation de la manufacture Locré rue de la Fontaine-au-Roy[n 1]

## La seule Maison Libre de Paris
La particularité de la Maison Locré est son indépendance. À une époque où les manufactures ont toutes un prince comme protecteur, Locré monte sa Maison sans la protection d'un puissant du Royaume. Locré doit affronter de nombreuses attaques, notamment celle de leur concurrent : la manufacture de Sèvres,,.

## La période Louis XV et Louis XVI (1771-1787)
À l'époque, la manufacture de Sèvres détient en exclusivité le droit de décorer les porcelaines en « couleurs nuées », à la dorure et à représenter des personnages. Comme beaucoup d'autres fabriques, Locré passe outre à ces interdits. Mais ce nom revient souvent dans les doléances du directeur de Sèvres, selon qui Locré est un des plus gros producteurs de décorations « illicites ». La Maison Locré se fait vite un nom dans le Paris de Louis XV grâce à la qualité de ses pièces, le caractère innovant de Locré avec le détournement de la gravure sur cuir à l'or fin et grâce à une esthétique pure dans les lignes et les coloris. Madame du Barry, favorite de Louis XV, choisit Locré pour ses commandes personnelles. En 1775, le marquis de Lafayette commande à Locré un coffret gainé de cuir pour transporter en Amérique ses armes personnelles.

## La succession de Locré (1787-1830)
En 1787, trois ans après sa fondation, Locré confie la direction de la fabrique à Laurentius Russinger, sculpteur à Hochst de 1758 à 1766. Mais il reste à la tête de l'entreprise, car c'est à lui qu'est servi l'arrêt de 1784. En 1787 Russinger devient propriétaire de la fabrique, mais non des bâtiments que Locré a acheté le 21 février 1781.
La qualité de sa production lui ouvre le marché de l'exportation. En 1794, Russinger demande une avance de 60 000 livres contre remise de marchandises que le gouvernement peut facilement échanger à l'étranger puisqu'une partie en est déjà commandée. Chavagnac et Grollier parlent alors d'« une sorte de monopole », ce qui est très exagéré car dans la même période la manufacture Dihl et Guérard, qui en 1793 compte 200 à 250 ouvriers, atteint le sommet de sa renommée et va jusqu'à éclipser la manufacture de Sèvres : considérée comme l'un des meilleurs producteurs de porcelaine à pâte dure en Europe, son influence internationale est si grande que Dihl réussit en 1796 le tour de force de faire accepter par le gouvernement l'immigration d'ouvriers de Lammsheim, alors en territoire autrichien ; lors de la première exposition des produits de l'industrie en 1797 (an 6), Dihl et Guérhard est le seul producteur de porcelaine à être récompensé. 

En 1795, Locré emploie 70 à 80 ouvriers. Ses biscuits ont une certaine valeur artistique mais sont assez irréguliers ; les céramiques sont de couleurs vives et généralement bien glacées, les ors et la sculpture bien traités, sur de bonnes formes. Mais elles sont souvent des reproductions des modèles de Sèvres, comme ce buste en biscuit de madame du Barry par Augustin Pajou, pour lequel Locré demande 1 200 livres quand Sèvres le vend 6 louis, ce qui engendre un différend avec madame du Barry (il est vrai que Sèvres n'est pas au mieux de sa forme à cette époque où Alexandre Brongniart n'y a pas encore été nommé). Locré produit aussi des têtes de pipe.
Locré ne peut assurer les annuités de l'achat de l'immeuble et il est dépossédé des bâtiments qui sont mis en vente le 23 messidor an 3 (11 juillet 1795). La propriété est payée environ 4 millions en assignats, peut-être par le sieur Gaudron qui l'aurait revendue à un sieur Duval le 16 brumaire an 4 (7 novembre 1795). À la vente, Locré se retire à Issy avec sa femme.
Le 6 prairial an 5 (25 mai 1797), Russinger est toujours manufacturier au 34 rue Fontaine-Nationale. En 1800, on le trouve enregistré au no 41 lorsqu'il s'associe avec Pouyat, de Limoges.

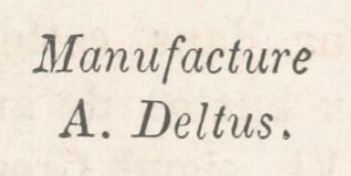
Marque inscrite en or et associée aux deux torches

En 1807, l’association tient toujours, et Pouyat père et fils dirigent la manufacture du no 39 rue Fontaine-au-Roy et le magasin au no 19 rue Vivienne. Pouyat père meurt peu après (la veuve E. Pouyat est alors mentionnée, associée à son fils) et en 1812 Pouyat frères sont mentionnés à la même adresse. À la Restauration, ces derniers intitulent leur fabrique « Manufacture de S.A.R. le duc de Berry ». En 1820, ils s'associent avec un sieur Lebourgeois et ont une seconde manufacture à Fours dans la Nièvre. En 1825, la raison sociale est Pouyat et Duvignaud (Jean) ; ils s'établissent au no 137 rue du Temple puis déménagent au no 59 faubourg Saint-Martin. En 1828, Pouyat revient rue du Temple et dirige encore Fours. Vers 1830, Gentil lui succède. La fabrique est fermée peu après.
La marque « Manufacture A. Deltus » co-contre se trouve sur deux porcelaines de la collection C.-W. Reynolds ; elle est inscrite en or et est encadrée de la marque aux deux torches inscrite en bleu. Demmin l'attribue à un successeur de Locré et Russinger.

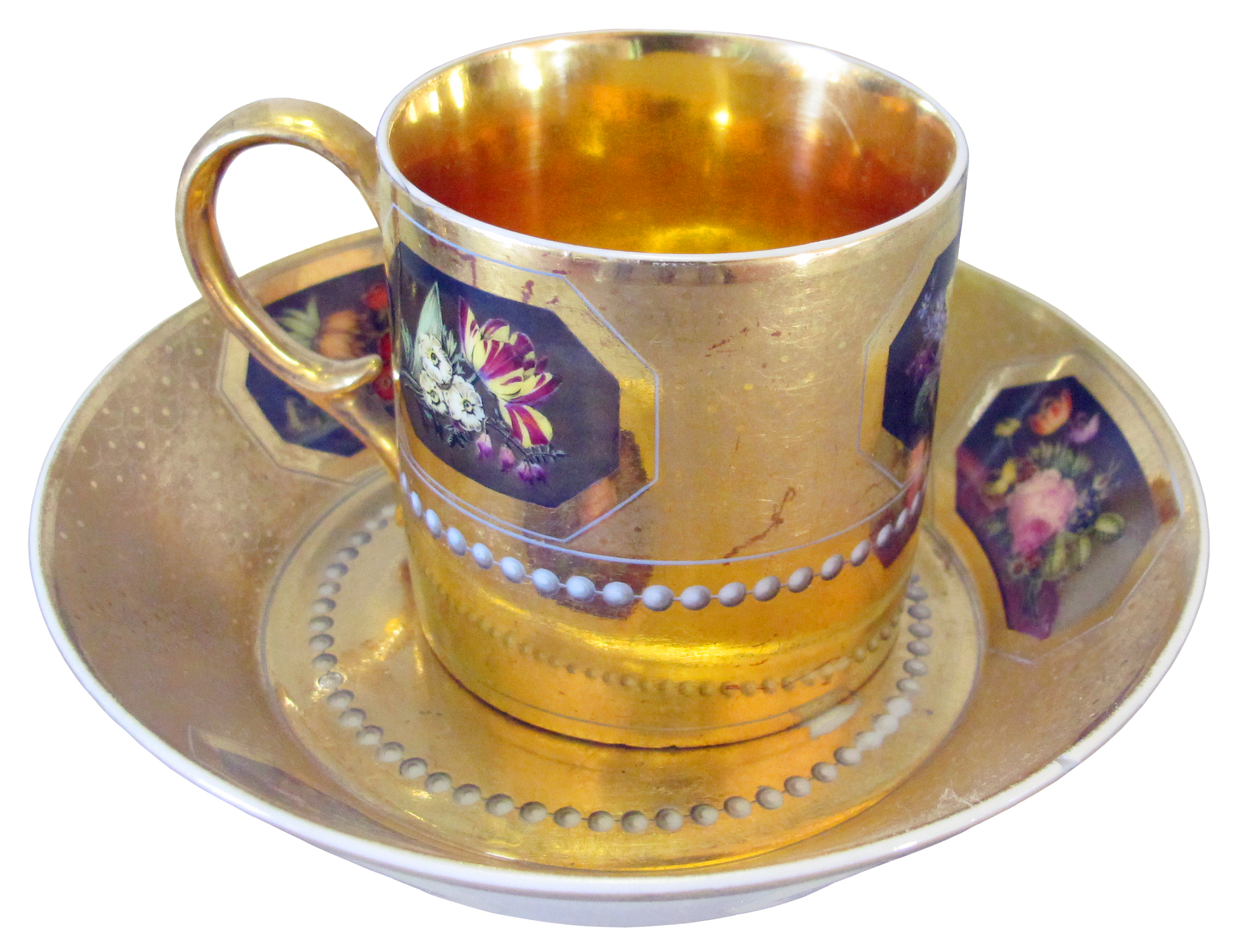
Tasse et soucoupe Locré, fabriquées vers 1775. Musée de porcelaine de Florence.
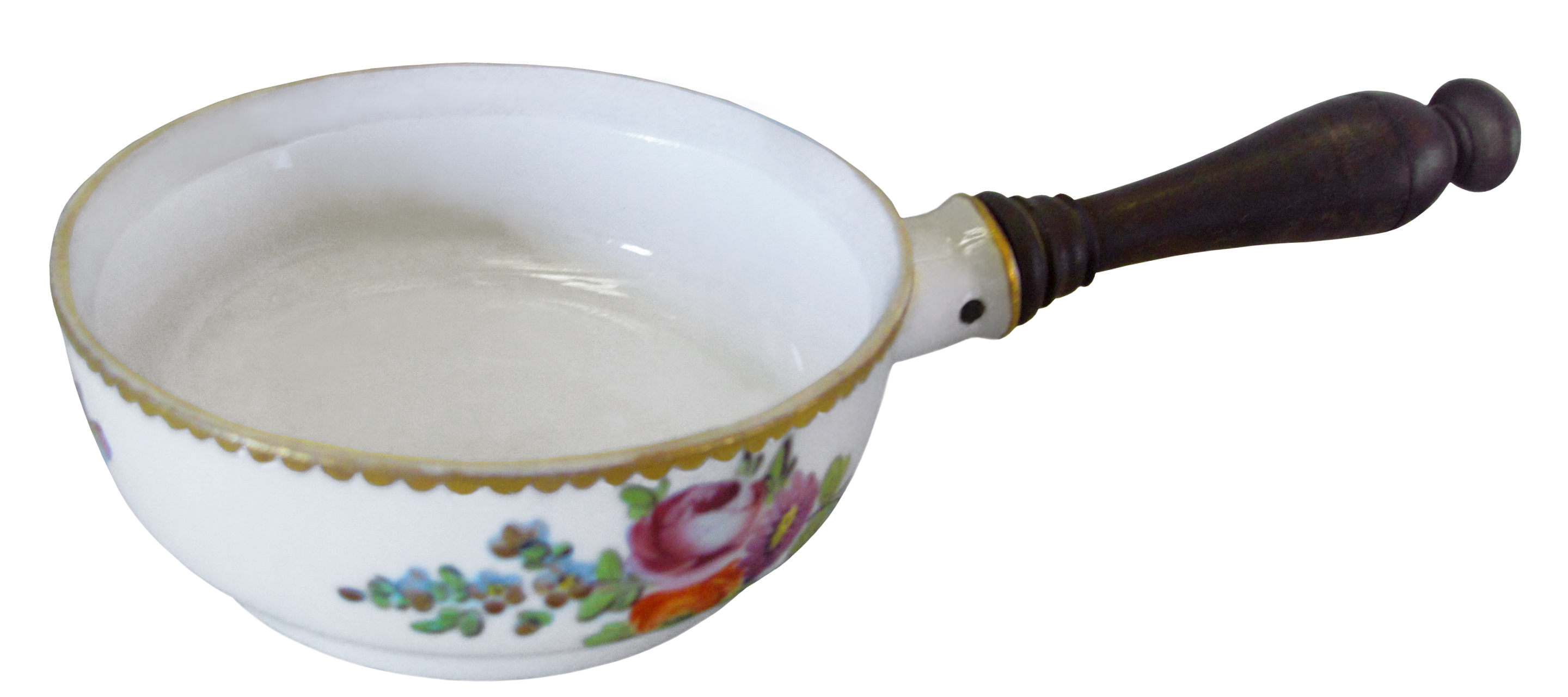
Casserole en porcelaine (Paris) exposée au Musée de la porcelaine à Florence.
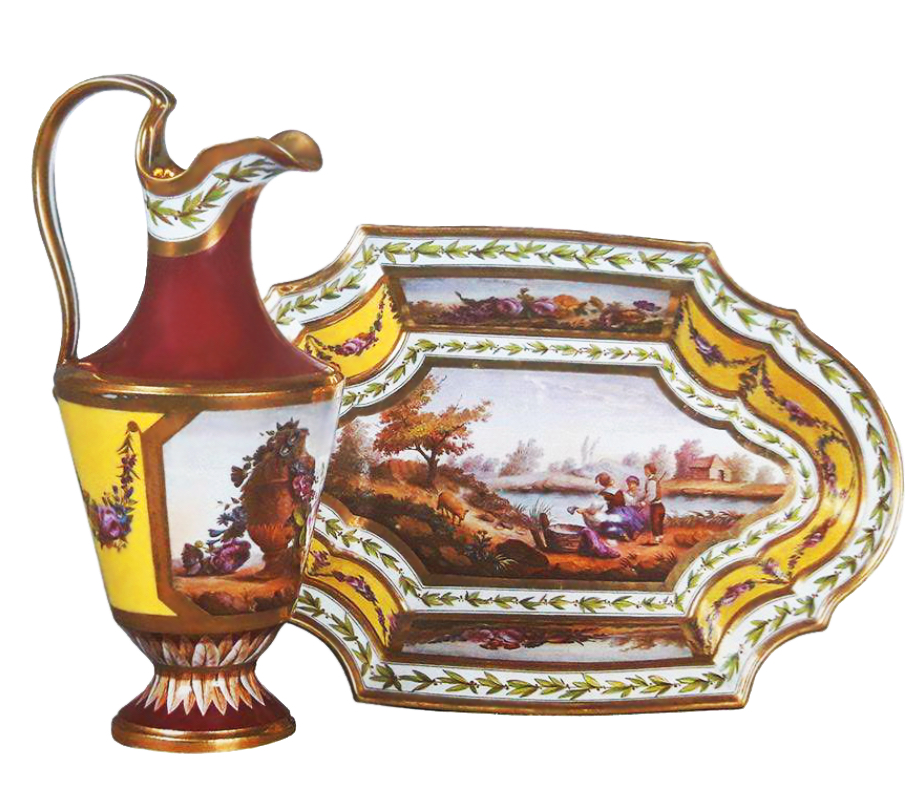
Aiguière et bassin "Les lavandières" fabriqué par la manufacture Locré vers 1780.
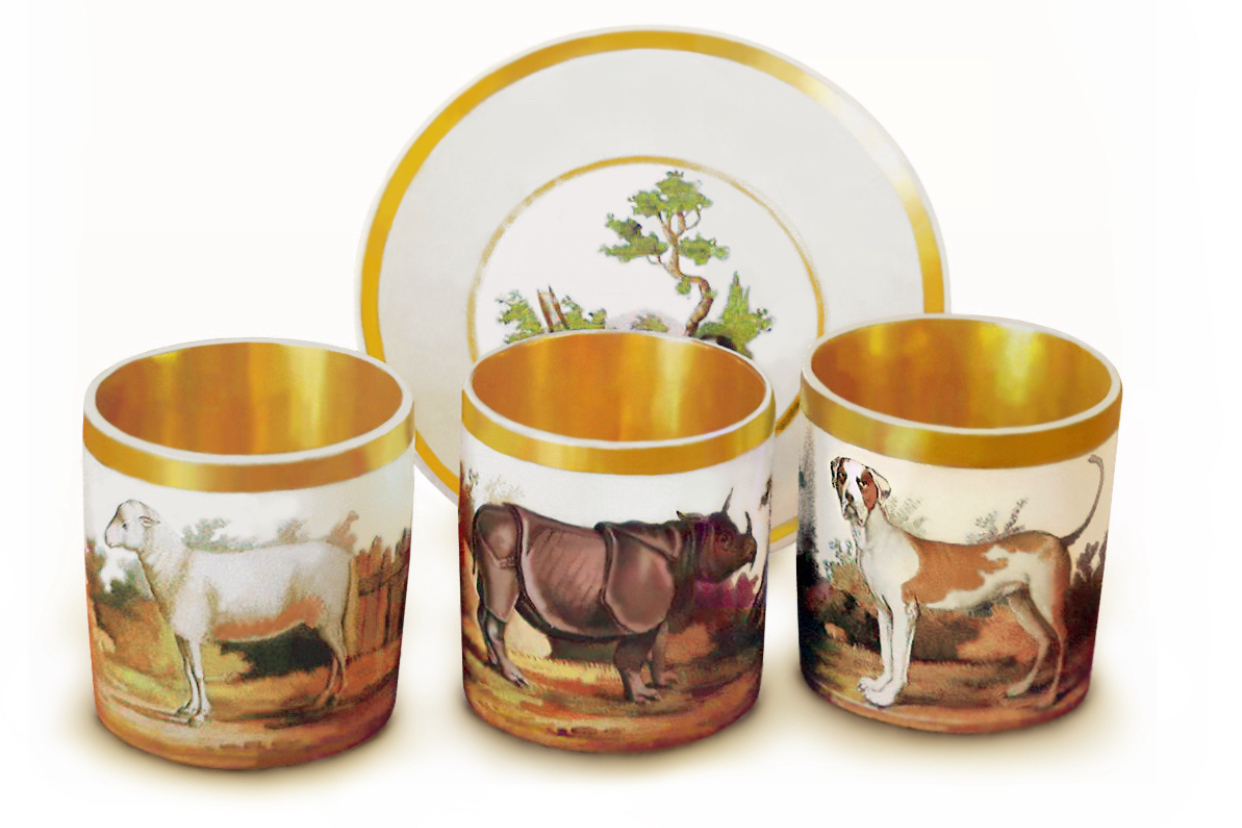
Série de trois tasses "animaux" de la manufacture Locré, fabriqué par Russinger-Pouyat vers 1805.
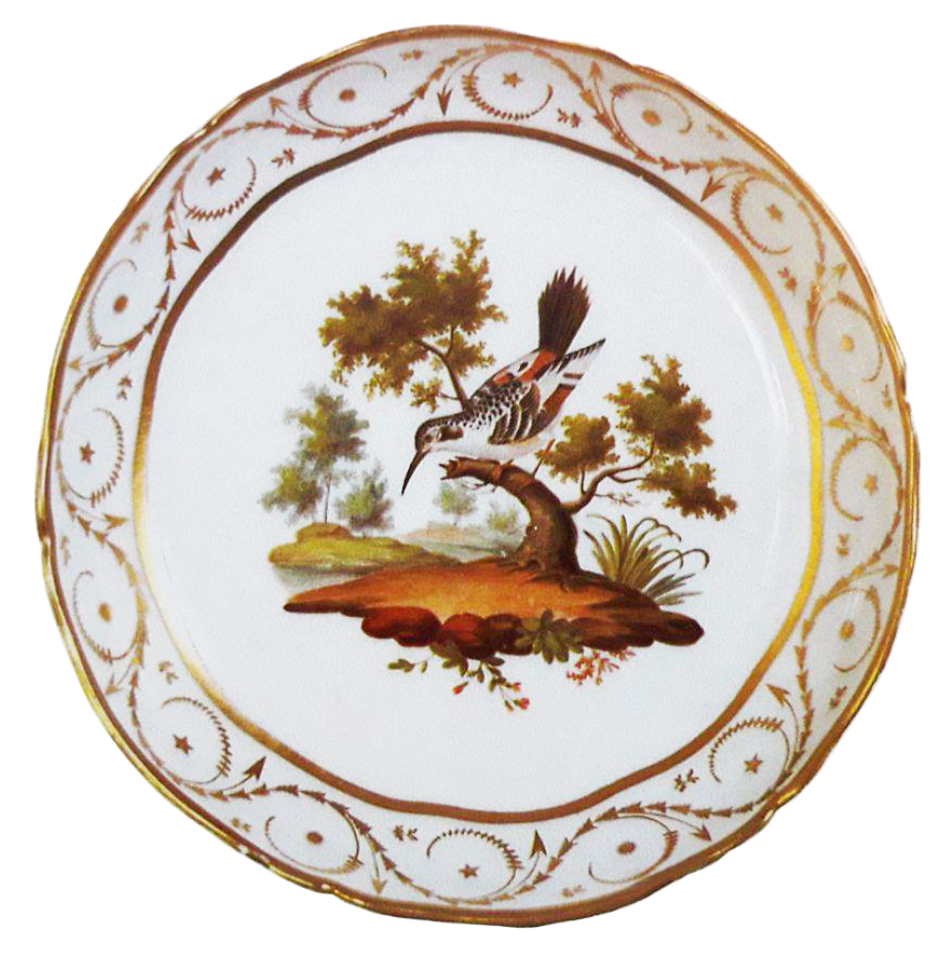
Assiette en porcelaine de la manufacture Locré, fabriqué par Poyat vers 1810.

## Marques de fabrique
La marque de fabrique déposée le 14 juillet 1773 par Locré, et déposée de nouveau par Russinger le 4 juin 1774, représente deux torches entrecroisées. Auguste Demmain précise qu'il ne faut pas la confondre avec la marque de Meissen (deux épées entrecroisées), ni avec celle de la fabrique de la Roquette qui représente deux flèches entrecroisées rappelant l'hôtel des Arquebusiers,. La pâte des porcelaines de cette dernière est différente de celle de Locré.
Cette première marque est rapidement altérée.
La marque « L et R » (voir ci-dessous) sur une tasse de la collection Vallet de Paris (en 1867), est attribuée à la fabrique Locré et Russinger par Auguste Demmin.

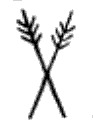
Marque au deux flèches (fabrique de la Roquette), avec laquelle celle de Locré est parfois confondue

Quelques-unes des marques de la fabrique Locré et Russinger
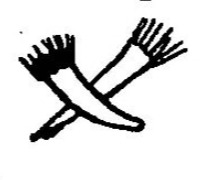
Marque déposée en 1773 et 1774
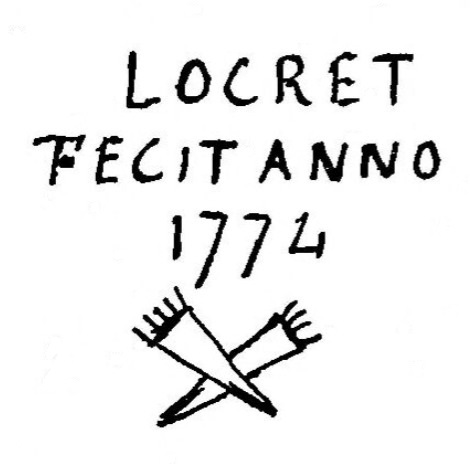
Marque sur un médaillon
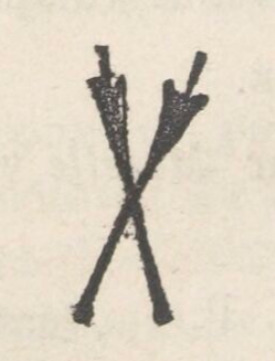
Marque selon Demmin 1867
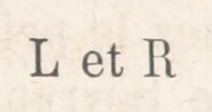
Marque en creux, tasse de la collection Vallet (en 1867)

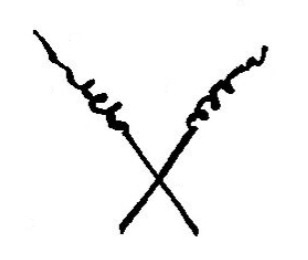
variante, qui rappelle la mèche de l'artilleur
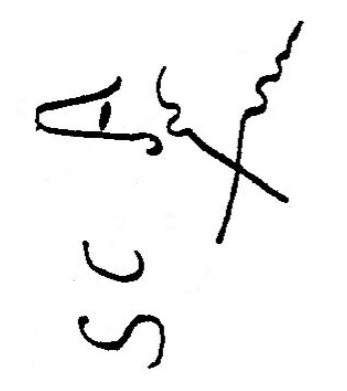
Marque sur soucoupe
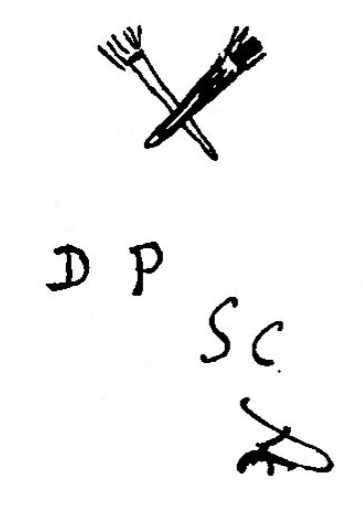
Marque sur écuelle (les lettres en creux) et plateau (les torches en bleu)
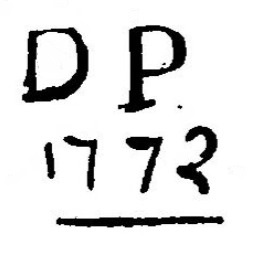
Marque en violet au feu de mouffle sur tasse et soucoupe

## Le réveil de 2016
En 2016, la Maison Locré est réveillée par Jean-Roch Préaux Locré, descendant de Jean-Baptiste Locré, autour d'une collection de pièces en cuir[réf. nécessaire].